# Goodbye to the Machine
Goodbye To The Machine – piąty oficjalny album zespołu Hurt. Wydany 7 kwietnia 2009 roku. Album został wydany zarówno w wersji winylowej, jak i CD.

## Lista utworów
1. Got Jealous 	4:41
2. Pandora 	4:52
3. Wars 	3:59
4. World Ain't Right (duet z Shaunem Morganem z zespołu Seether) 	3:32
5. Sweet Delilah 	3:27
6. 1331 	3:15
7. Role Martyr X 	4:36
8. Well 	3:57
9. Pills 	3:58
10. Dreams Away 	3:49
11. Fighting Tao 	4:25
12. That (Such A Thing) 	9:31